# Footlight Glamour
Footlight Glamour ist eine US-amerikanische Filmkomödie in Schwarz-Weiß aus dem Jahr 1943. Regie führte Frank R. Strayer, das Drehbuch schrieben Connie Lee und Karen DeWolf nach den Comics von Chic Young. Die Hauptrollen spielten Penny Singleton und Arthur Lake. Footlight Glamour ist der vierzehnte Blondie-Film. Nach seinem Vorgänger It’s a Great Life ist es der zweite und letzte Film der Serie, der nicht Blondie im Namen trägt.

## Handlung
Beim gemeinsamen Frühstück der Familie Bumstead meint Blondie, dass es wegen der Kriegseinschränkungen an einigem fehle. Die Kinder Alexander und Cookie bekommen alles, was sie brauchen, doch vor allem für ihren Mann Dagwood bleibt nicht viel übrig. Sie bemerkt auch, dass fünf Personen mit fünf Scheinen mehr Abwechslung haben als vier Leute mit vier Scheinen. Mr. Dithers, Dagwoods Chef, hat mehrere Wohnungen in der Vorstadt Belleville erworben, die er verkaufen möchte, für die es aber keinen Markt gibt. Als ihn Randolph Wheeler, der durch den Bau von Industriebetrieben reich geworden ist, aufsucht, hofft Dithers, ihn dazu bringen zu können, einen Betrieb in diesem Vorort zu bauen. Dies würde den Wohnungsmarkt ankurbeln. Wheeler dagegen macht sich Sorgen um seine Tochter Vicki, die nur noch ans Theaterspielen denke. Es habe sich bereits ein Regisseur an Vicki herangemacht, und dem gehe es nur um Wheelers Geld. Dithers schlägt vor, Vicki solle doch bei der Familie Bumstead leben. Als Dagwoods zögert, bietet Dithers ihm einen Bonus an, der nicht nur Dagwood, sondern später auch Blondie überzeugt. Vicki ist allerdings erst daran interessiert, als sie den Eindruck gewinnt, dass Dagwood etwas mit dem Theater zu tun hat.
Hat er aber nicht, wie ihr Blondie bald erzählt. Dabei erinnert die sich aber an ihre Theatererfahrungen aus der Studienzeit. Also beschließen die beiden, ein von Vicki geschriebenes Stück am örtlichen Theater aufzuführen. Schnell können sie Cora Dithers, die Frau von Mr. Dithers, und den Briefträger Mr. Crumb für dieses Vorhaben gewinnen. Als Dagwood abends nach Hause kommt, wird er umgehend zur Teilnahme verpflichtet. Kurz darauf trifft auch der Regisseur Jerry Grant ein. Vicki hatte ihn gerufen. Die Proben strengen Dagwood so sehr an, dass er bei der Arbeit sehr müde ist. So sehr, dass es Mr. Dithers sogar von Belleville aus bemerkt. Als der von dem Theaterstück hört, eilt er ins Haus der Bumsteads und wettert dort über den mangelnden Patriotismus der Aufführung. Seine Frau weist ihn daraufhin zurecht: Erstens werde der Gewinn den USO gestiftet, und zweitens sehe sie nicht, was an seinen Aktivitäten patriotisch sei. Kurz danach erklärt er Dagwood, dass er seinen Bonus nicht bekommen könne, wenn Wheeler von der geplanten Aufführung erfahre. Er selbst werde zurück nach Belleville fahren und Wheeler solange wie möglich fernhalten.
Die Aufführung gerät zum Desaster, obgleich das Publikum gut unterhalten wird. Nicht nur Dagwoods Ungeschicktheit und Probleme mit der Einrichtung sorgen für Chaos, sondern vor allem der Umstand, dass Dagwoods gemieteter Anzug der eines Zauberers ist. Schließlich hat Vicki genug davon. Sie bittet Grant, sie wegzubringen, sie würde ihn auch heiraten. Der folgt der Bitte umgehend. Weil er aufgrund eines Missverständnisses glaubt, Grant wäre mit Blondie gefahren, folgt Dagwood den beiden. Bald folgt Blondie ihm, und Wheeler, der endlich mit Mr. Dithers am Theater angekommen war, folgt schließlich allen. Grant bringt Vicki ins Haus der Bumsteads und schickt sie zum Kofferpacken. Kurz darauf trifft Dagwood ein, bereit, um seine Frau zu kämpfen. Jerry versteht ihn nicht, meint aber, dass er bald viel Geld bekommen werde, und versucht, Dagwood damit zu beruhigen. Kurz darauf treffen auch Blondie und Wheeler ein. Wheeler verjagt Grant umgehend und findet dabei die Zustimmung von Vicki, die Grants Angebot an Dagwood mitgehört hatte. Sie verkündet, nie wieder Theater machen zu wollen, und auch Blondie möchte das nicht mehr. Nur Dagwood fragt zögerlich nach seinem Bonus. Der sehr erleichterte Wheeler verspricht ihm, sich darum zu kümmern.
Running Gag mit dem Briefträger Mr. Crumb
Mr. Crumb hat begriffen, dass er den Bumsteads die Post erst bringen sollte, nachdem Dagwoods Bus abgefahren ist. Dieses Mal hilft ihm das aber nichts: Dagwood fährt mit einer Fahrgemeinschaft und verlässt das Haus daher später. Blondie fragt ihn nach dem Zusammenstoß, ob er die Mitfahrgemeinschaft nicht auch gut finde.

## Hintergrund
Für Frank R. Strayer, der bis dahin in jedem Blondie-Film Regie geführt hatte und in diesem und dem vorhergehenden Film auch Produzent gewesen war, war Footlight Parade der letzte Film in der Serie. Auch Drehbuchautorin Karen DeWolf und Irving Bacon, der bisher in fast jedem Film den Briefträger gespielt hatte, verließen die Serie mit diesem Film.
Footlight Glamour wurde vom 24. Juni bis zum 17. Juli 1943 von Columbia produziert. Für das Szenenbild waren Lionel Banks und Robert Priestley verantwortlich. Die Welturaufführung von Footlight Glamour war am 30. September 1943. Columbia übernahm auch den Vertrieb des Films. Über eine Aufführung im deutschsprachigen Raum ist nichts bekannt.

## Kritiken
Die wenigen Kritiken besagen zumeist, dass der Footlight Glamour in etwa so gut sei wie die anderen Filme der Serie, ein Routinejob eben. Das Gleiche gelte für die Leistungen der beteiligten Personen. Die Geschichte wird als langsam, schwach oder dumm bezeichnet. Die Variety sprach von übertriebenem Slapstick, doch amüsierten sich die Kritiker zumeist. Leonard Maltin gab dem Film 2½ von vier möglichen Punkten, ohne das zu erklären. Der Kritiker der New York Post äußerte den sehnlichen Wunsch, Arthur Lake würde sich nicht so durch seine Rolle jammern. Er räumte aber ein, es sei zu spät, das zu sagen.